# Lista najwyższych budynków w Omaha
Omaha jest miastem w USA. Jest to dość duże miasto, które posiada jedynie dwa budynki przekraczające 100 metrów wysokości. Najwyższy z nich góruje nad miastem, jako jedyny aż tak wysoki budynek. Poza tymi dwoma wieżowcami został zatwierdzony projekt kolejnego budynku, która ma mierzyć 114 metrów wysokości. 

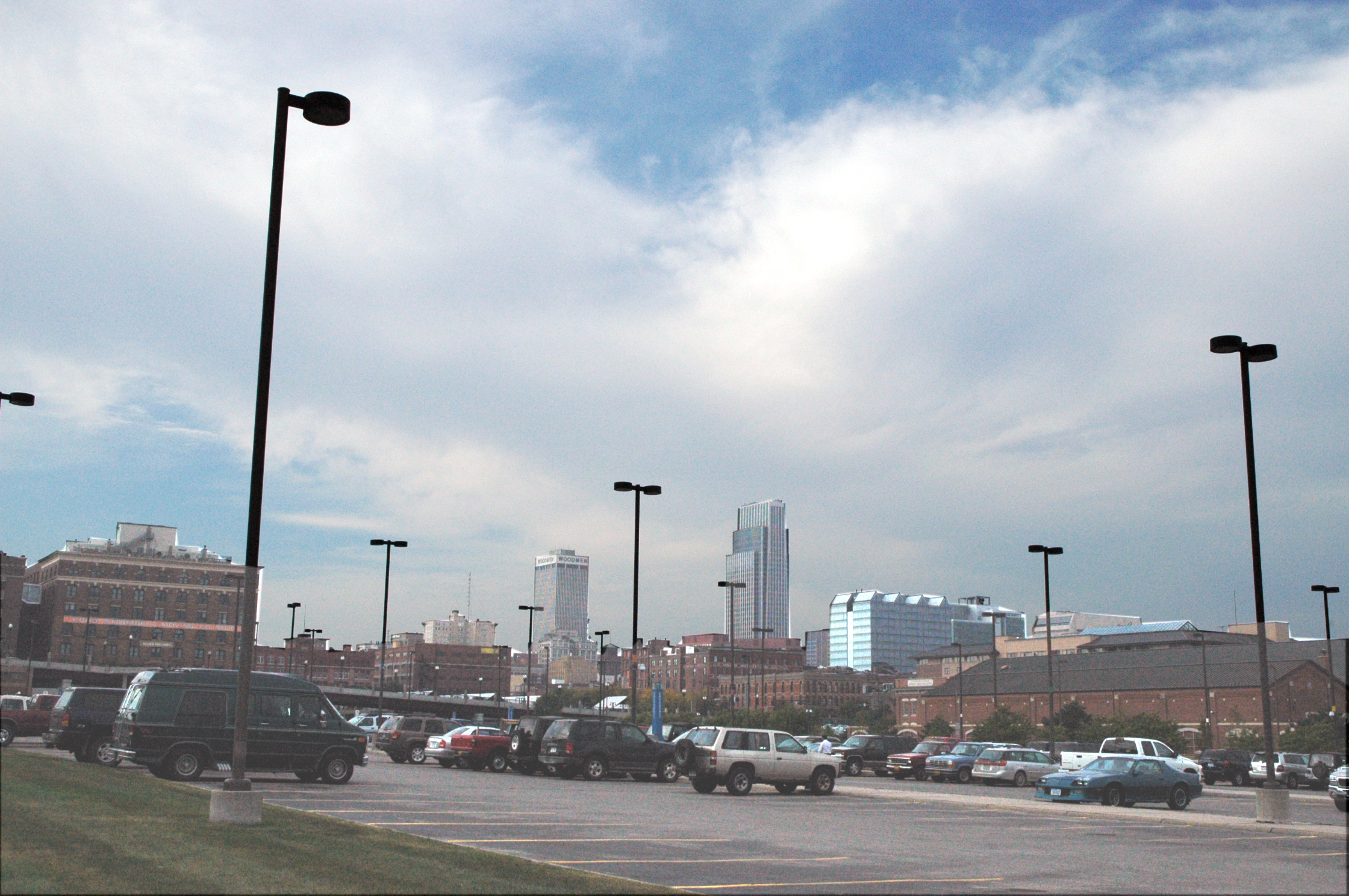
Widok na centrum miasta

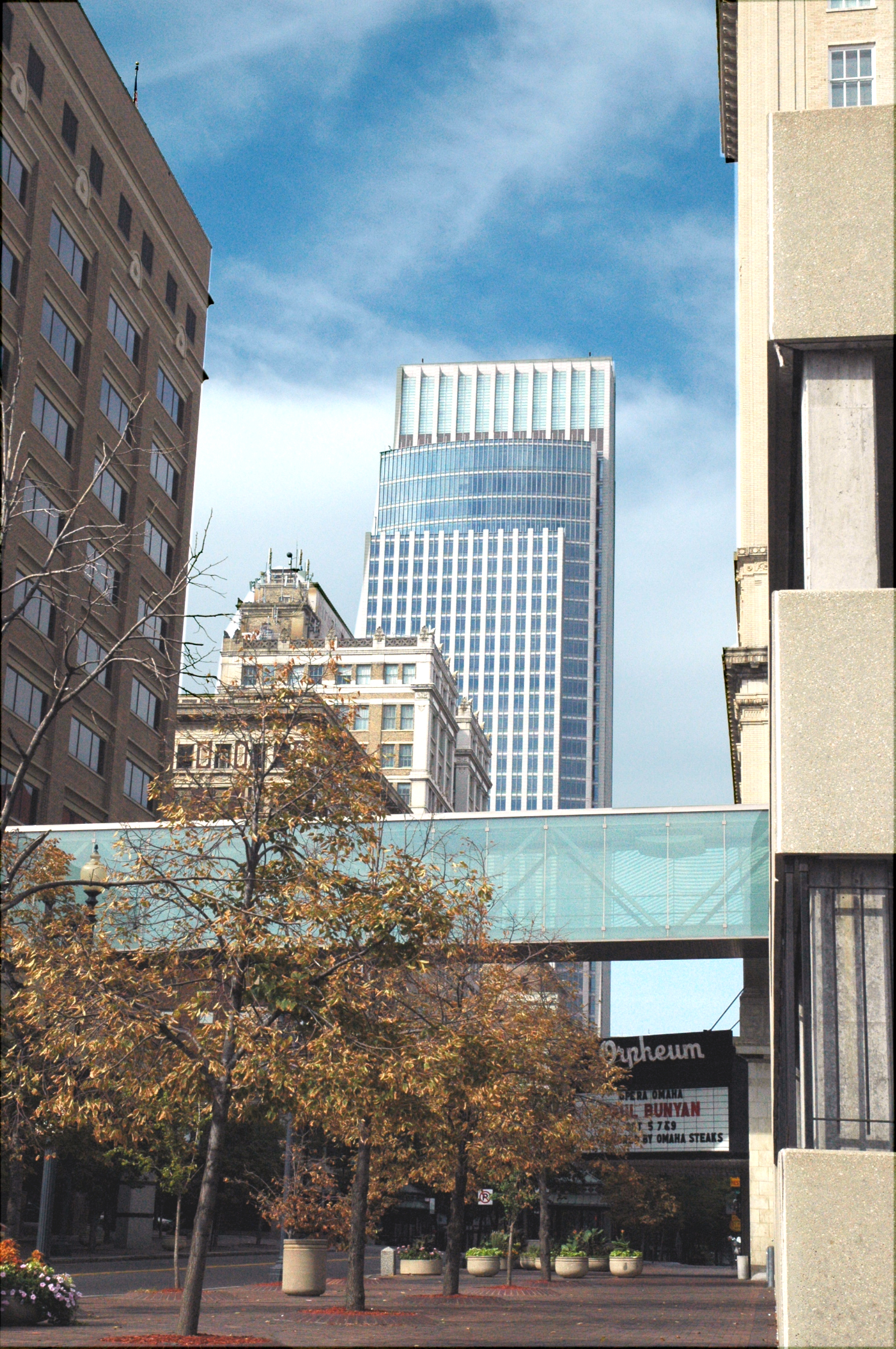
One First National Center

## 10 najwyższych budynków
| Ranking | Budynek                       | Wysokość strukturalna | Liczba pięter | Rok budowy |
| ------- | ----------------------------- | --------------------- | ------------- | ---------- |
| 1.      | First National Bank Tower     | 193 m                 | 45            | 2002       |
| 2.      | Woodmen Tower                 | 146 m                 | 30            | 1969       |
| 3.      | Masonic Manor                 | 98 m                  | 22            | 1963       |
| 4.      | Union Pacific Center          | 97 m                  | 19            | 2004       |
| 5.      | First National Center         | 90 m                  | 22            | 1971       |
| 6.      | Mutual of Omaha Building      | 87 m                  | 14            | 1970       |
| 7.      | AT&T Building                 | 81 m                  | 16            | 1919       |
| 8.      | Northern Natural Gas Building | 79 m                  | 19            | 1957       |
| 9.      | 1200 Landmark Center          | 78 m                  | 15            | 1990       |
| 10.     | Qwest Building                | 76 m                  | 16            | 1980       |